# Megisba velina
Megisba velina är en fjärilsart som beskrevs av Hans Fruhstorfer 1922. Megisba velina ingår i släktet Megisba och familjen juvelvingar. Inga underarter finns listade i Catalogue of Life.